# ایزوتا فراشینی تیپو ۶ ال‌ام‌اچ-سی
ایزوتا فراشینی تیپو ۶ ال‌ام‌اچ-سی یک خودرو ورزشی است که توسط ایزوتا فراشینی و میشلوتو در کلاس لمانز هایپرکار برای مسابقات جهانی استقامتی ساخته شده است. نسخه‌های دیگری از جمله نسخه ترک روز و نسخه جاده ای به ترتیب به نام‌های پیستا و استرادا از این خودرو نیز ساخته شد.